# Werewolf by Night (truyền hình đặc biệt)
Werewolf by Night (tạm dịch tiếng Việt: Ma sói trong đêm) là một bộ phim truyền hình đặc biệt của Mỹ do Michael Giacchino đạo diễn và soạn nhạc, Heather Quinn và Peter Cameron viết kịch bản cho dịch vụ phát trực tuyến Disney+, dựa trên nhân vật cùng tên của Marvel Comics. Đây là phim đặc biệt đầu tiên của Marvel Studios trong Vũ trụ Điện ảnh Marvel (MCU), chia sẻ tính liên tục với các bộ phim của nhượng quyền thương mại. Bộ phim đặc biệt do Marvel Studios sản xuất, theo chân một nhóm thợ săn quái vật bí mật khi họ tranh giành một di vật quyền năng trong khi chiến đấu chống lại một con quái vật nguy hiểm.
Gael García Bernal đóng vai chính trong chương trình đặc biệt với vai Jack Russell / Werewolf by Night, cùng với Laura Donnelly và Harriet Sansom Harris. Sự phát triển của tập đặc biệt bắt đầu vào tháng 8 năm 2021 với sự tham gia của Bernal vào tháng 11 cùng năm. Giacchino tham gia vào tháng 3 năm 2022, trước khi bắt đầu quay vào cuối tháng tại Atlanta, Georgia và kết thúc vào cuối tháng 4. Tiêu đề tập truyền hình đặc biệt được chính thức công bố vào tháng 9, khi Giacchino tiết lộ ông cũng soạn nhạc.
Tập truyền hình đặc biệt phát hành vào ngày 7 tháng 10 năm 2022, như là một phần của Giai đoạn Bốn thuộc MCU. Tập truyền hình đặc biệt nhận được đánh giá tích cực từ các nhà phê bình, với lời khen ngợi cho việc sử dụng các hiệu ứng thực tế, kỹ thuật quay phim đen trắng, các màn thể hiện (đặc biệt là Bernal và Donnelly), đạo diễn và âm nhạc của Giacchino, và câu chuyện của nó, với nhiều người chú ý sự khác biệt của nó với các phương tiện truyền thông trước đó của MCU.

## Nội dung
Sau cái chết của Ulysses Bloodstone, năm thợ săn quái vật giàu kinh nghiệm, bao gồm cả Jack Russell , được triệu hồi bởi người vợ góa của Ulysses, Verussa, đến Trang viên Bloodstone, nơi họ được hướng dẫn tham gia vào một cuộc săn cạnh tranh để xác định thủ lĩnh mới của họ, người sẽ nắm giữ Huyết Thạch quyền năng. Cô con gái bị ghẻ lạnh của Ulysses là Elsa cũng đến để tranh Bloodstone, bất chấp Verussa cảnh báo cô ấy làm vậy.
Cuộc săn bắt đầu trong một mê cung lớn trong khuôn viên của trang viên, với một con quái vật bị bắt đã được cấy Bloodstone làm mỏ đá của thợ săn. Sau cuộc chạm trán với Elsa, Russell tìm thấy con quái vật, "Ted", một người bạn mà Russell đang tìm kiếm và định giải cứu, trong khi Elsa chiến đấu và giết một trong những thợ săn khác.
Russell rời khỏi Ted để thực hiện kế hoạch trốn thoát của mình, và đoàn tụ với Elsa khi cô đang trốn trong lăng mộ. Cả hai đồng ý làm việc cùng nhau để giải phóng Ted và lấy được Bloodstone. Ted giết một thợ săn khác, và Russell phá hủy bức tường bên ngoài của mê cung để họ có thể trốn thoát. Ted chạy vào rừng sau khi Elsa lấy Bloodstone ra khỏi người anh ta. Tuy nhiên, Bloodstone phản ứng dữ dội trước cú chạm của Russell, cho thấy rằng anh ta cũng là một con quái vật, khi Verussa và những thợ săn khác đến.
Verussa bắt Russell và Elsa, đặt họ vào một cái lồng, và sử dụng Bloodstone để kích hoạt sự biến đổi của Russell thành hình dạng người sói của mình. Người sói phá lồng và giết lính canh của Verussa. Elsa cũng trốn thoát, giết hai thợ săn còn lại, và ngăn Verussa làm tổn thương người sói. Người sói tấn công Elsa, nhưng tha cho cô khi nhận ra cô và rời khỏi trang viên. Verussa tức giận cố gắng giết Elsa, nhưng bị Ted thiêu rụi, người sau đó rời đi để tìm Russell trong khi Elsa chiếm giữ trang viên và viên đá Bloodstone. Ngày hôm sau, Russell thức dậy trong khu rừng dưới hình dạng con người với Ted đang trông chừng anh, và rất vui khi biết rằng Elsa vẫn an toàn.

## Diễn viên
- Gael García Bernal trong vai Jack Russell / Werewolf by Night: Một người đàn ông mắc phải lời nguyền biến anh ta thành người sói trong khi vẫn giữ được trí tuệ con người.[1]
- Laura Donnelly trong vai Elsa Bloodstone: Một thợ săn quái vật.[2]
- Harriet Sansom Harris trong vai Verusa: Thủ lĩnh của một nhóm săn quái vật bí mật.[3]

Những thợ săn quái vật bổ sung bao gồm Al Hamacher trong vai Billy Swan, Eugenie Bondurant trong vai Linda, Kirk Thatcher trong vai Jovan, và Leonardo Nam trong vai Simon, trong khi Jaycob Maya vào vai Jake Gomez, và Daniel J. Watts đã được chọn trong một vai trò không được tiết lộ. Dự kiến xuất hiện trong tập đặc biệt còn có Ulysses Bloodstone, người cha thợ săn quái vật của Elsa, người đã trở thành một dạng cơ học, giống như zombie, sinh vật đầm lầy Man-Thing, và các thành viên của Cơ quan Quản lý Phương sai Thời gian (TVA).

## Sản xuất

### Phát triển
Nhân vật Werewolf by Night của Marvel Comics đã được lên kế hoạch cho một bộ phim truyện vào tháng 5 năm 2001, được cấp phép từ Marvel Studios và phân phối bởi Dimension Films với một câu chuyện được phát triển bởi Avi Arad, Kevin Feige và Ari Arad của Marvel Studios. Hans Rodionoff đã viết kịch bản vào tháng 6 năm 2002 sau một số bản thảo của John Fasano , và Crystal Sky Pictures được thiết lập để đồng sản xuất bộ phim. Đến tháng 2 năm 2003, Robert Nelson Jacobs viết phim cùng với Steven Paulvà Patrick Ewald sản xuất cho Crystal Sky cùng với Brad Weston và Nick Phillips cho Dimension Films. Vào đầu tháng 3 năm 2004, dự án đã được quảng cáo tại Thị trường Điện ảnh Hoa Kỳ để phân phối, và đến tháng 11, Crystal Sky đang chuẩn bị quay bộ phim tại Vương quốc Anh trong sáu tháng sau đó. Tháng 11 tiếp theo, Crystal Sky dự định sẽ sớm công bố đạo diễn và dàn diễn viên, và bắt đầu quay vào năm 2006, nhưng điều này đã không thành hiện thực. Marvel Studios đã có ý định sử dụng nhân vật này trong dự án Marvel Cinematic Universe (MCU) sớm nhất là vào tháng 2 năm 2019, khi Kevin Smithđã được thông báo rằng anh ấy không thể xuất hiện Werewolf by Night trong loạt phim hoạt hình Howard the Duck do Marvel Studios lên kế hoạch sau đó do kế hoạch riêng của Marvel Studios.
Vào tháng 8 năm 2021, Marvel Studios đang phát triển một chương trình truyền hình đặc biệt về chủ đề Halloween cho Disney+ được cho là tập trung vào Người sói của đêm, mặc dù vẫn chưa rõ liệu phiên bản Jack Russell hay Jake Gomez của nhân vật này có được giới thiệu hay không. Đầu tháng, Production Weekly đã đưa dự án Werewolf by Night vào báo cáo của họ về các dự án sắp tới đang được phát triển. Michael Giacchino được thuê để chỉ đạo chương trình đặc biệt kéo dài một giờ vào tháng 3 năm 2022, sau khi đã ghi được một số phim MCU trước đó và có tin đồn sẽ chỉ đạo một dự án Marvel Disney+ kể từ tháng 12 năm 2021; Giacchino trước đây đã đạo diễn phim ngắn Monster Challenge 2018 và tập phim hoạt hình Star Trek: Short Treks " Ephraim and Dot " (2019). Dự án được một số người gọi là Werewolf by Night, mặc dù The Hollywood Reporter lưu ý rằng nó có thể có một tiêu đề khác. Giacchino xác nhận ông đã chỉ đạo chương trình đặc biệt vào tháng 6 năm 2022, gọi đây là một "quá trình thú vị nhưng đầy thử thách".
Vào tháng 9 năm 2022, Marvel Studios chính thức tiết lộ bộ phim đặc biệt, mang tên Werewolf by Night. Giacchino cho biết bộ phim đặc biệt này được lấy cảm hứng từ những bộ phim kinh dị từ những năm 1930 và 1940, so sánh nó với bộ phim Poltergeist (1982), ở chỗ nó sẽ có "mức độ đáng sợ phù hợp". Phần đặc biệt được Disney+ phân loại là phim hài,  và được mô tả là "buổi thuyết trình đặc biệt đầu tiên" của Marvel Studios, được mệnh danh là "Bản trình bày đặc biệt của Marvel Studios", có phần giới thiệu nhiều màu sắc với nhạc trống bongo, gợi nhớ đến chủ đề bài thuyết trình đặc biệt của CBS được giới thiệu trước các phim hoạt hình đặc biệt về kỳ nghỉ của những năm 1980 và 1990. Feige, Louis D'Esposito và Victoria Alonso điều hành sản xuất.

### Tuyển diễn viên
Một cuộc tìm kiếm một nam diễn viên Latino ở độ tuổi 30 để thể hiện vai chính trong bộ phim đặc biệt đã được tiến hành vào cuối tháng 8 năm 2021 với sự tham gia của Gael García Bernal vào tháng 11. Vào tháng 1 năm 2022, Laura Donnelly được chọn vào một vai không được tiết lộ. Vào tháng 9, Bernal và Donnelly lần lượt được xác nhận là Jack Russell / Werewolf by Night và Elsa Bloodstone cùng với việc chọn Harriet Sansom Harris trong vai Verusa và sự bổ sung của Jaycob Maya, Eugenie Bondurant và Kirk Thatcher trong các vai chưa được tiết lộ.

### Thiết kế
Maya Shimoguchi từng là nhà thiết kế sản xuất, sau khi trước đó đã làm việc trong loạt phim Hawkeye của Marvel Studios và trong bộ phim MCU Thor (2011) với tư cách là giám đốc nghệ thuật giám sát.

### Quay phim
Phim dự kiến sẽ bắt đầu vào cuối tháng 3 năm 2022 tại Trilith Studios ở Atlanta, Georgia, với tựa đề là Buzzcut,  và đã bắt đầu vào ngày 29 tháng 3. Zoë White phục vụ như một nhà quay phim. Việc quay phim trước đây dự kiến sẽ bắt đầu vào tháng 2 và kéo dài một tháng cho đến tháng 3 năm 2022. Quá trình quay phim kết thúc vào cuối tháng 4 năm 2022.

### Âm nhạc
Giacchino cũng là người ghi bàn đặc biệt ngoài khả năng chỉ đạo.

## Quảng bá
Đoạn giới thiệu teaser và poster cho chương trình đặc biệt đã được tiết lộ tại D23 Expo 2022. Đoạn giới thiệu được chú ý là xuất hiện với hai màu đen trắng và có các yếu tố phim khác giống với các bộ phim kinh dị cổ điển.

## Phát hành
Werewolf by Night phát hành trên Disney+ vào ngày 7 tháng 10 năm 2022. Tập phim đặc biệt sẽ là một phần Giai đoạn Bốn của MCU.